# چیما دی فویورینا
چیما دی فویورینا (به لاتین: Cima di Fojorina) یک کوه در سوئیس است که در کانتون تیچینو واقع شده‌است. چیما دی فویورینا ۱٬۸۱۰ متر بالاتر از سطح دریا واقع شده‌است.